# Oldstead
Oldstead est un village et une paroisse civile du Yorkshire du Nord, en Angleterre.